# 융징향

융징 향의 위치

융징향(한국어: 영정향, 중국어: 永靖鄉, 병음: Yǒngjìng Xiāng)은 중화민국 장화 현의 향이다. 넓이는 20.6382km2이고, 인구는 2015년 8월 기준으로 38,046명이다.

## 지리
장화 현의 중부에 위치하고 지세는 평탄하다. 북쪽은 위안린 진, 푸신 향, 동쪽은 서터우 향, 서쪽은 시후 진, 남쪽은 톈웨이 향과 접한다.

## 교통
- 타이완 철로관리국 종관선